# Saururus cernuus
Saururus cernuus (Leids plantje) is een medicinale en sierplant afkomstig uit het oosten van Noord-Amerika.  Het groeit in natte gebieden of ondiep water en kan tot ongeveer een meter lang zijn.  Het inheemse bereik beslaat een groot deel van de oostelijke Verenigde Staten, in het westen tot oostelijk Texas en Kansas, zuidwaarts naar Florida, en in het noorden tot Michigan en de staat New York en een klein stukje van Ontario.